# Arctopora pulchella
Arctopora pulchella är en nattsländeart som först beskrevs av Banks 1908.  Arctopora pulchella ingår i släktet Arctopora och familjen husmasknattsländor. Inga underarter finns listade i Catalogue of Life.